# Obras Misionales Pontificias
Obras Misionales Pontificias (OMP) es la institución de la Santa Sede, dependiente del Dicasterio para la Evangelización, en concreto de la Sección para la primera evangelización y las nuevas iglesias particulares, que tiene como objetivo promover la responsabilidad misionera de todos los fieles católicos y ayudar a las nuevas iglesias particulares. Es presidida por el Secretario adjunto de esta Sección, y está formada por cuatro obras misionales: Propagación de la Fe, Santa Infancia, San Pedro Apóstol y Unión Misionera, cada una de ellas tiene su propia identidad y fines específicos.
Las Obras Misionales Pontificias quedan organizadas a nivel internacional, nacional y diocesano. La gestión y reparto equitativo de los fondos obtenidos para las misiones corresponde a su Presidente.

## Las cuatro Obras Misionales Pontificias

### Obra Pontificia para la Propagación de la Fe
En Lyon (Francia) en 1822, la venerable Pauline Jaricot fundó la Obra para la Propagación de la Fe. Su labor fue reconocida y alabada solemnemente por el papa Gregorio XVI en 1840. El 3 de mayo de 1922, mediante el motu proprio Romanorum Pontificium, Pío XI reconoció esa sociedad como una obra misionera pontificia, aprobando los Estatutos Generales de la Obra para la Propagación de la Fe, para la que se establece una organización y gobierno muy similar a la que tiene actualmente las Obras Misionales Pontificias.
Esta Obra tiene como principal tarea estimular en todos los fieles la responsabilidad misional, mediante oración (meditación de la Palabra de Dios, adoración de la Eucaristia, y rezo del Rosario) y la limosna, especialmente en la Jornada Mundial de las Misiones (Domund), en el penúltimo domingo de octubre.

### Obra Pontificia de la Santa Infancia
Fundada el 19 de mayo de 1843 por el obispo Charles de Forbin-Janson, tiene su origen en su preocupación por la noticias que llegaban de China y de los niños que morían si bautizar; pensando que podía hacer para remediarlo pidió consejo a Pauline Jaricot y de tras este intercambio de ideas decidió involucrar es esta cuestión a los niños de Francia, pidiéndoles que ofreciesen para ayudar a este problema "un avemaria al día, y una monedita al mes". Esta iniciativa se fue desarrollando y exendiendo a otros países.  León XIII, en su encíclica Sancta Dei civitas, de 1820, al alabar la obra para la Propagación de la Fe, se refiere también  la obra de la Santa Infancia de Jesucristo (ese era su nombre original de esta obra misional; actualmente también se conoce como la Obra de la Infancia Misionera). El 3 de mayo de 1922 el papa Pío XI, la hizo suya reconocièndola como pontificia. Esta obra se propone, tal como lo hizo en su origen, ayudar a desarrollar en los niños el espíritu misionero, pidiéndoles que recen todos los días por los demás niños y la difusión del evangelio, que con su sacrificio personal paricipen en una colecta, que se destina a un fondo para distribuirlo entre los niños necesitados en todo el mundo, y que den testimonio entre sus compañeros siendo ejemplo para toda la comunidad.

### Obra Pontificia de San Pedro Apóstol
El 1 de junio de 1889, Jeann Bigard, respondía a la petición ayuda del Vicario del Sur de Japón, Jules-Alphonse Cousin, que debido a la falta de recursos se había visto obligado a rechazar algunos candidatos al sacerdocio japoneses . Lo que se inició como una colaboración personal y de su madre, dio paso a la Obra de San Pedro, que fue bendecida por León XIII (12 de julio de 1895); en julio de 1986 Jeann Bigad publicó un folleto en que se recogía las características y organización de esta Obra. Para ayudar con la oración y las limosnas a la vocaciones de indígenas en los territorios de misión se fundó la Obra de San Pedro Apóstol. Actualmente esa colaboración económica se realiza a través de las Subvenciones ordinarias, para el manteimiento de seminaristas y novicios, y las subvenciones extraordinarias para la construcción y rehabitación de seminarios.

### Unión Misionera Pontificia
La Unión Misionera del Clero, ha sido la última obra incorporada a las Obras Misionales Pontificias; fue fundada el 31 de octubre de 1916, por el Beato Paolo Manna, con el objetivo de animar a los fieles en su responsabilidad misionera a través de la labor de los Obispos y sacerdotes, con el lema "toda la Iglesia para todo el mundo". La Unión fue aprobada por Benedicto XV; y   Pío XI, por Decreto del 28 de octubre de 1956, le confiríó el  título de Pontificia; Pablo VI, el 5 de septiembre de 1966, mediante la Carta Apostólica Graves et Increscentes, le dio la actual configuración, exhorando a los obispos para que erigjan estat asociación en sus diócesis, e invitaba a los institutos religoisos y especialmente los monasterios de clusura se adhieran a ella.

## Origen y desarrollo
Las Obras Misionales Pontificias tienen su origen en la sociedad fundada en Lyon en 1822 por la beata Pauline Jaricot, rápidamente difundida primero en Francia y después en otros países fue reconocida y alabada por los papas los papas Pío VII, León XII, Pío VIII, que la recomendaron calurósamente y la enriquieron con indulgencias. Gregorio XVI, escribió de ella.

Esta obra verdaderamente grande y santísima se sostiene, se ensancha, crece con las modestas ofrendas y con las oraciones diarias elevadas a Dios por sus amigos; obra que, dirigida a sostener los obreros apostólicos, al ejercer la caridad cristiana hacia los neófitos, al librar a los fieles del ímpetu de las persecuciones, considerada por Nosotros dignísima de la admiración y del amor de parte de todos los buenos. Tampoco puede creerse que sin un designio particular de la divina Providencia, tan gran ventaja, tan gran utilidad, haya recaído en la Iglesia en los últimos tiempos.
Gregorio XVI, breve Probe nostis, del 18 de septiembre de 1840.

León XIII, en la encíclica Sancta Dei civitas, de 3.12.1880, en la que impulsa el trabajo misionero alaba la ayuda que prestan a esta tarea tanto la Obra para la propagación de la fe, la de la Santa Infancia de Cristo y las Escuelas del Oriente. Benedicto XV con la Carta apostólica Maximum Illud,de 30.11.1919, en la que orienta y exhota la labor misionera, se refiere a las cuatro Obras Misionales pero sin darle aún el carácter de Pontificias.
Pío XI mediante el motu proprio Romanorum Pontificium, del tres de mayo de 922, reconoce como pontificia la Obra de Propagación de la Fe, fija su sede en Roma, en el Palacio de Propaganda Fide, y le dota de unos estatutos que, en sus líneas principales, han tenido continuidad en los que rigen las cuatro Obras Misionales Pontificias. El mismo papa, mediante el motu proprio Vix ad Summum Pontificatus, del 24 de junio de 1829, reconoció la Obra de San Pedro Apóstol como pontificia dotándole de los correspondientes estatutos y, mediante el motu proprio, de la misma fecha, Decessor Noster, estbleció un Comité Supremo para la coordinación de las obras pontificias para la Propagación de la Fe y de San Pedro Apóstol.
Juan Pablo II, el 26 de junio de 1980, aprobó los Estatutos que regularn las cuatro obras misionales, como una única entidad, cuya revisión se prevía cada cinco años Distintas circunstancias hicieron que se propussisee esa revisión, y fuese en el veinticinco aniversario de esa aprobación, cuando entraton en vigor unos nuevos estatutos, aprobados por la Congregación para la Evangelización de los Pueblos, el 2 de junio de 1980, ya bajo el pontificado de Benedicto XVI.

## Organización
Las Obra tiene su sede en los edificios del Dicasterio para la Evangelización (Palacio de Propaganda Fide), de la que depende. De acuerdo con sus estatutos, a nivel internacional, la dirección y la colaboración mutua de las Obras Misionales Pontificias están garantizadas por el Comité Supremo, presidido por el Cardenal Pro-Prefecto de la Sección para la primera evangelización y las nuevas Iglesias particulares. y  por el Consejo Superior, presidido por el Secretario Adjunto de esa misma sección, como Presidente de las Obras Misionales Pontificias. Cada unas de las Obras tienen un Secretario General. 
En 1927, por acuerdo del Consejo Superior General de la Obra Pontificia de la Propagación de la Fe, y con aprobación de la Congregación para la Propagación de la Fe, se constituyó la Agencia Fides, como la primera Agencia Misionaria de la Iglesia y entre las primeras Agencias del mundo, al servicio de la información y de la animación misionera.

## Gobierno  de las Obras Misionales Pontificias
El gobierno de las Obras Misionales Pontificias queda compuesto por los siguientes órganos
Comité Supremo, presidido por el pro-prefecto de la Sección para la primera evangelización y las nuevas Iglesias particulares, del Dicasterio para la Evangelzación
- Mons. Luis Antonio Gokim Tagle (Manila, 1957),

Consejo Superior, presidido por el presidente de las Obras Misionales Pontificias, que es el Secretario Adjunto de la misma Sección del Dicasterio  
- Emilio Napa (Nápoles, 1972)

Secretarios Generales de las distintas Obras Pontificias
- Obra Pontificia de la Propagación de la Fe: Tadeusz Jab Nowak (Cracovia, 1956)
- Obra Pontificia de la Infancia Misionera: Hna. Roberta Tremarelli (Roma, 1969)
- Obras Pontificia de San Pedro Apóstol: P. Guy Bognon (Adjohoun -Ouémé, Benín-, 1969)
- Pontificia Unión Misional: P. Dinh Anh Nhue Nguyen (Qui Nhon -Vietnam, 1970)

Encargado de la Admiistración: Carlo Soldateschi (Lucca, 1964)